# Engeszer Károly
Engeszer Károly (1867-től Erney Károly) (Pest, 1841. március 10. – Pécs, 1871. április 10.) pénzügyi fogalmazó, hites ügyvéd.

## Élete
Engeszer Mátyás budapesti templomi karnagy fia volt. Összes tanulmányait Pesten végezte, s ügyvédi pályára készült; azután mint pénzügyi fogalmazó Budapesten, majd Pécsett nyert alkalmazást. Családi nevét 1867-ben változtatta Erneyre.

## Munkái
Engeszer Károly költeményei. Pest, 1867.
A külföldi zeneszerzők dalszövegeit magyar nyelvre fordította.